# Littérature-monde
 (février 2022).
Si vous disposez d'ouvrages ou d'articles de référence ou si vous connaissez des sites web de qualité traitant du thème abordé ici, merci de compléter l'article en donnant les références utiles à sa vérifiabilité et en les liant à la section « Notes et références ».
La littérature-monde est un concept qui émerge dans le champ critique français en mars 2007 lors de la publication par le journal Le Monde le 16 mars 2007, au cœur de la campagne présidentielle qui allait mener à l'élection de Nicolas Sarkozy : il s'exprime par le biais d'un manifeste intitulé Pour une littérature-monde en français, suivi, en mai de la même année, d'un ouvrage collectif intitulé Pour une littérature-monde, édité par Michel Le Bris, Jean Rouaud et Eva Almassy et regroupant les contributions de plusieurs auteurs d'expression française venus du monde entier. 
Un an plus tôt, dans un article publié le 19 mars 2006 dans Le Monde et intitulé La Francophonie, oui... Le ghetto, non !, Alain Mabanckou dénonçait déjà le centralisme de la littérature française et la marginalisation d'autres espaces d'expression française.

## Origine du concept
Dans son manifeste Pour une littérature-monde en français, Michel Le Bris rappelle qu'il avait « lancé le mot » littérature-monde en 1992 dans l'ouvrage collectif Pour une littérature voyageuse, ainsi que dans la revue Gulliver un an plus tard.
Le terme s'émancipe du champ littéraire à l'occasion de la campagne présidentielle de 2007 avec la publication du manifeste intitulé Pour une littérature-monde en français dans le journal Le Monde du 16 mars 2007.
La littérature-monde peut être rapprochée du concept de Tout-Monde d’Édouard Glissant qui donnera lieu à la création de l'Institut du Tout-Monde en 2007.
Dans le monde anglophone, le concept de World Literature ne cesse de se redéfinir — et plus généralement en Occident, au moins depuis Goethe à partir de son idée de Weltliteratur. En 2003, la controverse sur ce qu'est la World Literature est relancée avec l'essai de David Damrosh « What is World Literature ? ». Cette controverse est avant tout un débat interdisciplinaire prenant nécessairement place dans le champ de la littérature comparée, lequel est régulièrement mise en crise par ses pairs, étant donnée l'émergence des études culturelles.

## Motivation
Ce concept de littérature-monde  vise essentiellement à mettre fin à certaines des ambiguïtés qui s’attachent à la notion de littérature francophone, qui, selon l’étymologie, devrait désigner toute littérature écrite en langue française. Le concept de « littérature francophone » serait, en pratique, selon les défenseurs du concept de littérature-monde, exclusivement destiné à désigner les œuvres produites en français par des écrivains, dont la langue maternelle n’est pas le français ou dont la nationalité n'est pas française. Cette notion créerait une opposition artificielle entre écrivains « français » et « francophones », reposant sur des distinctions douteuses dans la mesure où la délimitation entre les deux paraît reposer sur des bases encore moins évidentes que ne laisserait paraître une première définition déjà inexacte, selon l’étymologie.

### La constatation d’une équivoque
Bien qu’ils soient de nationalité française, les écrivains comme Aimé Césaire, Patrick Chamoiseau, Édouard Glissant, issus d’un département d'outre-mer, seront étiquetés « écrivains francophones » tandis que Saint-John Perse, écrivain guadeloupéen, sera étiqueté écrivain « français ». De même, les écrivains québécois, comme un Réjean Ducharme, dont le français est pourtant la langue maternelle, seront classés, à la différence des Belges ou des Suisses francophones, comme « écrivains francophones ». En revanche, les librairies rangeront des auteurs comme les Italiens Christine de Pisan et Casanova, l’Uruguayen Lautréamont, le Cubain José-Maria de Heredia, le Grec Jean Moréas, l’Irlandais Samuel Beckett, le Roumain Eugène Ionesco, l’Espagnol Jorge Semprún ou l’Américain Julien Green, pour n’en citer que quelques-uns, dans leur rayon littérature française. Seuls de très bons chiffres de vente peuvent permettre à un écrivain « francophone » d’espérer l’accès aux rayons littérature française, comme aux auteurs de chez Gallimard de passer de la collection « Continents noirs » à… la « Collection blanche ».

### Réponse à des limitations
L’examen du label « francophone » montrant que son attribution est cantonnée aux écrivains en instance ou en mal d’indépendance ou de décolonisation, il s’ensuit que l’on s’attend également à ce que leur littérature se ressente des inflexions de leur langue, et surtout, de leur imaginaire.
Ce contingentement de l’imaginaire associé à la notion de « littérature francophone » s’avère également comme une limitation imposée aux écrivains « francophones » : on ne demande pas à la Canadienne Nancy Huston de  limiter son imaginaire au Canada ou à l’Américain Jonathan Littell de limiter le sien aux États-Unis, tandis que, par exemple, la critique a gardé, en dépit de sa bonne réception par le public, le silence sur Violon, le roman de l’écrivain français de naissance vietnamienne Anna Moï, dont l’action se passe en Normandie. C’est en réaction à ce genre de tentative de limitations que Dany Laferrière répond par des textes provocateurs comme Je suis un écrivain japonais.

## Critiques
Plusieurs auteurs se sont élevés contre le concept de littérature-monde et l'attaque portée ainsi à la francophonie, parmi eux l'avocat et écrivain libanais, Alexandre Najjar et le secrétaire général de l'Organisation internationale de la francophonie (OIF) Abdou Diouf .